# Wybory parlamentarne na Tonga w 2014 roku
Wybory parlamentarne na Tonga odbyły się 27 listopada 2014 roku. W wyborach obsadzono 26 miejsc w tongijskim Zgromadzeniu Ustawodawczym: 17 przez przedstawicieli ludu, 9 przez przedstawicieli szlachty.
O 17 miejsc obsadzanych w wyborach powszechnych ubiegało się 106 kandydatów, w tym 16 kobiet. Demokratyczna Partia Wysp Przyjaznych zdobyła 9 mandatów (o 3 mniej niż w poprzednich wyborach w 2010), zaś 8 mandatów przypadło kandydatom niezależnym.
Po wyborach premierem został wybrany ʻAkilisi Pohiva. 
W 2014 do Zgromadzenia Ustawodawczego nie wybrano ani jednej kobiety. 14 lipca 2016 w wyborach uzupełniających miejsce w parlamencie zdobyła ʻAkosita Lavulavu, żona  byłego posła ʻEtuate Lavulavu, który został w grudniu 2015 pozbawiony przez sąd mandatu poselskiego, co wymusiło wybory uzupełniające. ʻAkosita Lavulavu jest piątą w historii Tonga kobietą wybraną do Zgromadzenia Ustawodawczego.